# Pyramid Song
«Pyramid song» es una canción de Radiohead, lanzada como el primer sencillo de su álbum Amnesiac.

## Nacimiento
Una vez finalizada la gira del álbum OK computer (1997), Thom Yorke compró un piano para su casa en Dorset y escribió la canción.
Radiohead interpretó esta canción por primera vez en junio de 1999, con Yorke tocando solo el piano, en el segundo Tibetan Freedom Concert (Concierto por la Liberación del Tíbet). En aquel entonces los fans la llamaban Egyptian Song.

## Letra y música
Para algunos es la descripción de un suicidio, para otros el apocalipsis, y para muchos una metáfora del Infierno de Dante Alighieri. Thom Yorke a veces la presentaba diciendo "es una canción sobre el futuro", y otras con "es una canción sobre las vidas pasadas". La letra en apariencia está conectada con la forma musical elegida para la canción. El 16 de julio de 2001, Thom Yorke explica en un reportaje concedido a MTV:

La canción me tomó literalmente cinco minutos para escribirla, pero vino de muchos lugares raros. Es algo que nunca pensé que podría plasmar en una canción y líricamente. Pero me las arreglé, y fue bastante difícil. Stephen Hawking habla de la teoría de que el tiempo es otra fuerza, una cuarta dimensión, de la idea de que el tiempo es completamente cíclico, siempre hace esto [hace girar el dedo]. Es un factor, como la gravedad. Es algo que también encontré en el budismo. De eso se trata 'Pyramid Song', del hecho de que todo va en círculos.
Thom Yorke

Un mes antes, en otro reportaje, Yorke se explaya acerca de esos "lugares raros": dice que la canción la escribió luego de haber contemplado durante un día entero esas "raras figuras egipcias. Los egipcios tienen esos botes de remo que cuando mueren van por la Vía Láctea". Luego mezcló eso con una confusión onírica que rondaba la línea de "todo mi pasado y mis futuros". El título fue porque Yorke estaba leyendo teorías sobre las antiguas cartas astrales y la posición de las pirámides. También dijo haber estado fuertemente influenciado por El Libro de los Muertos tibetano. Lo único seguro acerca de la canción, es que se trata de la muerte. El cantante, aún otro mes antes, diría: "la razón por la que uno crea música o arte es para lograr poner algunas cosas de forma tal de poder enfrentarnos a ellas. Y la muerte es una de esas áreas".
Se dice que Thom Yorke se inspiró en una canción del jazzista Charles Mingus, llamada "Freedom" (libertad). Su primer intento de grabación fue el 8 de diciembre de ese mismo año; al día siguiente Thom estaba diciendo que era la mejor canción que habían grabado en toda su historia. Amnesiac, el disco de 2001 que la contiene, es probablemente el disco más experimental de la banda, y esta canción su pico. Durante los conciertos, cuando Radiohead tocaba Pyramid Song, la gente entraba como en una especie de trance, con los ojos cerrados. Muchos han descrito este tema como el equivalente musical de estar perdido en el medio del mar. 
El tema fue usado en la campaña pública para prevención de incendios forestales (pese a la renuencia de Yorke de darle uso comercial a la música del grupo, pensó que era una buena causa, y la vendió por el precio simbólico de una libra).
Al oído, un músico inmediatamente nota que la sucesión de acordes no es normal. Lo primero que se piensa es que se trata de una métrica inusual; sin embargo la canción está en 4/4. El baterista Phil Selway declara que en realidad no hay compás en el tema, no existe medida rítmica. La incapacidad del oído de "entender" qué es lo que está sucediendo con los acordes detrás de la límpida melodía vocal genera esa sensación de "estar perdido en el mar".
Sus compases siguen el ritmo 3/3/4/3/3, que pese a ser un 4/4 recuerdan al número de lados que cada cara de una figura plana debería tener para conformar una pirámide.
Eso de la "simplicidad compleja" es la marca de muchas canciones de Radiohead. Christopher O'Riley, un pianista de formación clásica (quien incidentalmente grabó dos CD con transcripciones a piano de canciones del grupo), dijo "sentirse fuertemente atraído por esa faceta de Radiohead, la de ser popular y a la vez tener una secreta complejidad interna". Las influencias cultas del grupo británico no pueden negarse; así, en Pyramid Song, Jonny Greenwood escribió la partitura para cuerdas utilizando el recurso de los glisandos de armónicos que Stravinsky hizo famoso en "El Pájaro de Fuego". En esto reside el poder de Radiohead sobre sus pares, y no en sus innovaciones sonoras ni en la composición de canciones pegadizas como Creep o Karma Police.